# Douglas (ur. 1963)
Douglas, właśc. William Douglas Humia Menezes (ur. 17 marca 1963 w Belo Horizonte) – piłkarz brazylijski, występujący podczas kariery na pozycji defensywnego pomocnika.

## Kariera klubowa
Karierę piłkarską Douglas zaczął w klubie Cruzeiro EC w 1982 roku. W lidze brazylijskiej zadebiutował 22 stycznia 1983 w wygranym 3-1 meczu z Náutico Recife. W Cruzeiro występował w latach 1982–1988 i dwukrotnie zdobył mistrzostwo stanu Minas Gerais – Campeonato Mineiro w 1984 i 1987 roku. W 1988 roku krótko występował w Portuguesie São Paulo, po czym wyjechał do Europy do portugalskiegoSportingu. Przez cztery lata w Sportingu rozegrał w nim 105 meczów i strzelił 9 bramek.
Po powrocie do Brazylii występował ponownie w Cruzeiro. Z Cruzeiro zdobył Copa do Brasil w 1993 oraz kolejne mistrzostwo stanu Minas Gerais. W Cruzeiro 27 listopada 1994 w przegranym 0-2 meczu z Vitórią Salvador Douglas rozegrał ostatni mecz w lidze brazylijskiej. W lidze brazylijskiej rozegrał 102 mecze i strzelił 2 bramki. Karierę zakończył w Ponte Preta Campinas w 1995 roku.

## Kariera reprezentacyjna
W 1983 roku Douglas został powołany na Copa América 1983. Na turnieju był rezerwowym i nie wystąpił w żadnym meczu. Na debiut w reprezentacji musiał poczekać cztery lata. W reprezentacji Brazylii Douglas zadebiutował 19 maja 1987 w zremisowanym 1-1 meczu z reprezentacją Anglii podczas Stanley Rous Cup, który Brazylia zdobyła. W tym samym roku Douglas brał udział w Copa América 1987, na którym Brazylia odpadła w fazie grupowej. Na turnieju był podstawowym zawodnikiem i wystąpił w obu meczach z Wenezuelą i Chile. Ostatni raz w reprezentacji wystąpił 12 grudnia 1987 w zremisowanym 1-1 meczu z reprezentacją RFN.